# ليليان غيش
ليليان غيش (14 أكتوبر 1893 - 27 فبراير 1993) (بالإنجليزية: Lillian Gish)‏ كانت ممثلة أمريكية , مثلت في العديد من الأفلام منها ليلة الصياد .

## وصلات خارجية
- الموقع الرسمي
- ليليان غيش على موقع IMDb (الإنجليزية)
- ليليان غيش على موقع الموسوعة البريطانية (الإنجليزية)
- ليليان غيش على موقع روتن توميتوز (الإنجليزية)
- ليليان غيش على موقع ألو سيني (الفرنسية)
- ليليان غيش على موقع ميوزك برينز (الإنجليزية)
- ليليان غيش على موقع تيرنر كلاسيك موفيز (الإنجليزية)
- ليليان غيش على موقع أول موفي (الإنجليزية)
- ليليان غيش على موقع قاعدة بيانات برودواي على الإنترنت (الإنجليزية)
- ليليان غيش على موقع قاعدة بيانات الأفلام السويدية (السويدية)
- ليليان غيش على موقع إن إن دي بي (الإنجليزية)
- Lillian Gish at Women Film Pioneers Project
- Lillian Gish papers, 1909-1992, held by the Billy Rose Theatre Division, New York Public Library for the Performing Arts
- Lillian Gish Film Festival in Springfield, Ohio
- The Dorothy and Lillian Gish Film Theater
- Extensive Lillian Gish gallery
- Photographs and bibliography